# امی اینوی
امی اینوی (انگلیسی: Emi Inui؛ زادهٔ ۲۶ اکتبر ۱۹۸۳) بازیکن سافت‌بال اهل ژاپن است.